# 皮德米海利夫齊
49°19′58″N 24°27′22″E / 49.33278°N 24.45611°E
皮德米海利夫齊（烏克蘭語：Підмихайлівці），是烏克蘭西部的村莊，隸屬伊萬諾-弗蘭科夫斯克州的伊萬諾-弗蘭科夫斯克區。該村始建於1453年，面積6.26平方公里，2001年人口812，人口密度每平方公里129.7人。